# الحبس (الشحر)

'

تعديل مصدري - تعديل

الحبس هي إحدى قرى عزلة الشحر بمديرية الشحر التابعة لمحافظة حضرموت، بلغ تعداد سكانها 101 نسمة حسب تعداد اليمن لعام 2004.